# Prunet (Cantal)
Prunet ist eine französische Gemeinde mit 686 Einwohnern (Stand 1. Januar 2022) im Département Cantal in der Region Auvergne-Rhône-Alpes (vor 2016 Auvergne); sie gehört administrativ zum Arrondissement Aurillac und ist Teil des Kantons Arpajon-sur-Cère (bis 2015 Aurillac-3). Die Einwohner werden Prunetais genannt.

## Geographie
Prunet liegt etwa zwölf Kilometer südsüdöstlich von Aurillac. Umgeben wird Prunet von den Nachbargemeinden Arpajon-sur-Cère im Norden, Labrousse im Nordosten, Teissières-lès-Bouliès im Osten, Leucamp im Südosten, Ladinhac im Süden und Südosten, Lafeuillade-en-Vézie im Süden sowie Roannes-Saint-Mary im Westen und Nordwesten.

## Bevölkerungsentwicklung
| Jahr                       | 1962 | 1968 | 1975 | 1982 | 1990 | 1999 | 2006 | 2011 | 2016 |
| Einwohner                  | 488  | 462  | 445  | 445  | 505  | 517  | 504  | 594  | 662  |
| Quellen: Cassini und INSEE |      |      |      |      |      |      |      |      |      |

## Sehenswürdigkeiten
- Kirche Saint-Rémy
- Herrenhaus von Cantuel, Anfang des 17. Jahrhunderts erbaut

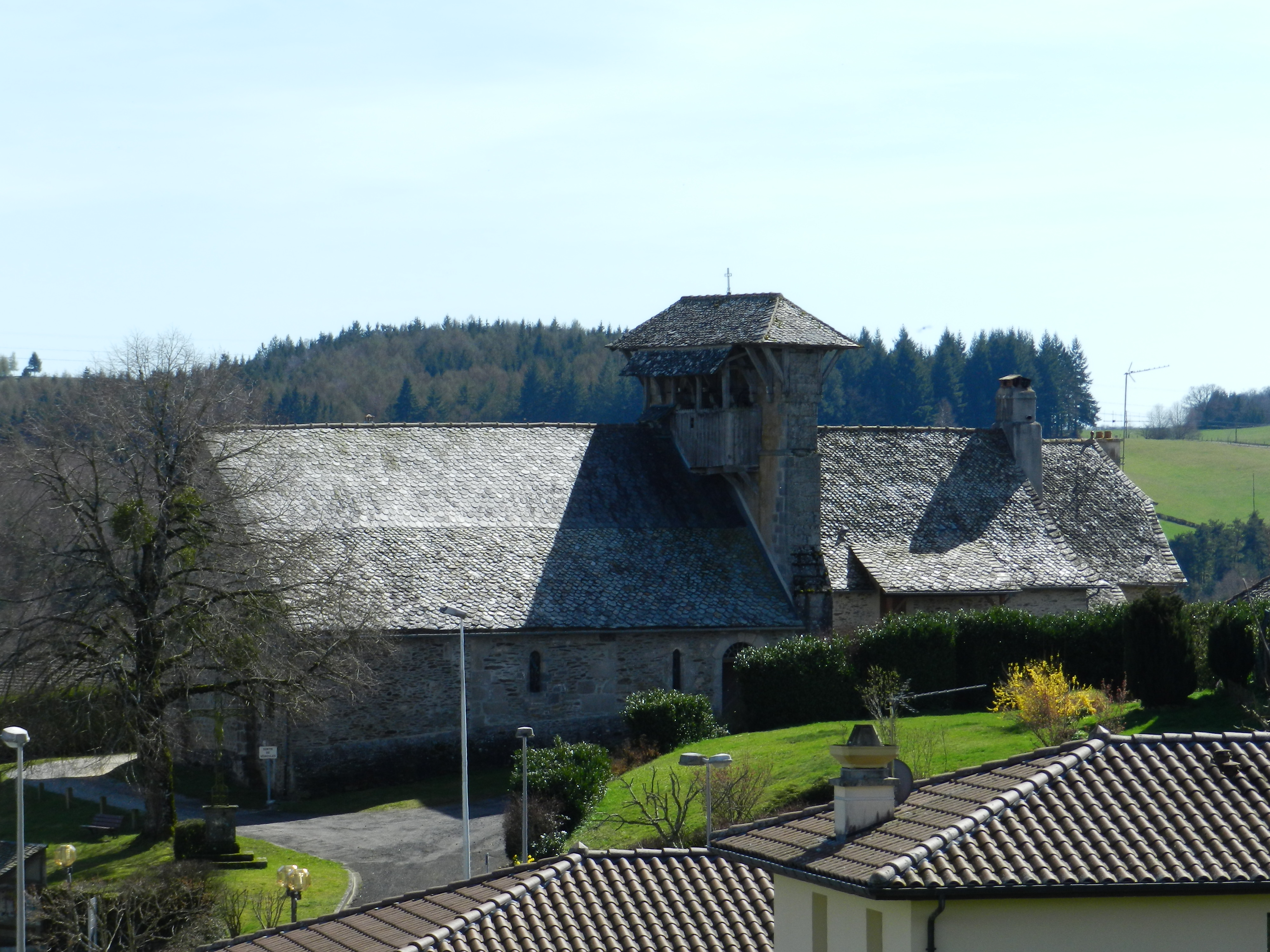
Kirche Saint-Rémy